# Анкара (провінція)
Анкара́ (тур. Ankara) — провінція в Туреччині, розташована в регіоні Центральна Анатолія. Столиця — Анкара.